# 中央電気工業
中央電気工業株式会社（ちゅうおうでんきこうぎょう、CHUO DENKI KOGYO CO.,LTD.）は、新潟県妙高市に本社を置くマンガン合金鉄や水素吸蔵合金、マンガン系化学品などを製造、販売する企業である。

## 概要
新日本電工の子会社。工場は新潟県妙高市（妙高高原駅前）、茨城県鹿嶋市（鹿島臨海工業地帯）と和歌山県和歌山市にある。

## 沿革
- 1923年 - 地元の電力会社中央電気が、現妙高市田口地区に立地していたカーバイド・亜鉛・フェロマンガンを製造する工場を買収し、化学工業部田口工場とする。
- 1934年 - 中央電気と秩父電気工業（現・昭和電工）の共同出資により、中央電気工業株式会社を設立。
- 1941年 - 住友グループが資本参加。
- 1949年 - 新潟証券取引所上場。
- 1962年 - 東京証券取引所2部上場。
- 1970年 - 鹿島工場の操業を開始。
- 2003年 - 田口工場を妙高工場と改称。
- 2009年 - 住友金属工業よりリチウムイオン電池負極材料事業を承継。住金モリコープ株式会社を子会社化し、商号を中電レアアース株式会社に変更。
- 2013年 - 中電レアアース株式会社を吸収合併。
- 2014年 - 日本電工（現・新日本電工）と経営統合のため株式交換を行い、同社の完全子会社となり上場廃止。本社を新日本電工と同じ東京都中央区に移転。